# Allium jichouense
Allium jichouense — вид квіткових рослин з підродини цибулевих (Allioideae). Ендемік Китаю, а саме Сичуаню.

## Резюме
Allium jichouense описаний з провінції Сичуань на південному заході Китаю. Росте виключно на альпійських осипищах або галькових схилах на висотах 4300–4500 м над рівнем моря. Морфологічно він нагадує A. sikkimense за ознаками цибулини та квітки, але суттєво відрізняється значно відрізняється серпоподібними чи закрученими, зазвичай червонувато-фіолетовими пігментованими листками, стеблинами й обгортками. Філогенетичний аналіз підтверджує, що новий вид належить до A. sect. Sikkimensia.